# Donación de Roma
La donación de Roma, también conocida como La donación de Constantino, es una pintura del taller del artista renacentista italiano Rafael. Lo más probable es que la pintara Gianfrancesco Penni o Giulio Romano en algún momento entre 1520 y 1524. Después de la muerte del maestro en 1520, ellos trabajaron juntos con otros miembros del taller de Rafael para acabar el encargo de decorar las habitaciones que hoy son conocidas como Stanze di Raffaello, en el Palacio Apostólico en el Vaticano. Se ubica en la Sala di Costantino («Sala de Constantino»). 
Fue inspirada por los famosos documentos falsificados que garantizaban a los papas soberanía sobre sus dominios territoriales.
La pintura describe un acontecimiento histórico apócrifo, en el que el emperador Constantino I el Grande, arrodillándose ante el papa Silvestre I, y ofreciendo al Papa y sus sucesores el control de la ciudad de Roma y de todo el Imperio romano occidental. La representación de Silvestre está modelada siguiendo los rasgos del papa Clemente VII quien comenzó a reinar en 1523. La pintura muestra el interior de la Basílica de San Pedro original, que se encontraba en el proceso de ser reconstruida por aquellos tiempos en los que se hizo la pintura. En el centro del fondo de la pintura está el altar que está retorcido, con columnas salomónicas. Estas columnas fueron un regalo de Constantino que supuestamente las tomó del templo judío. 